# Asaf Ali Asghar Fyzee

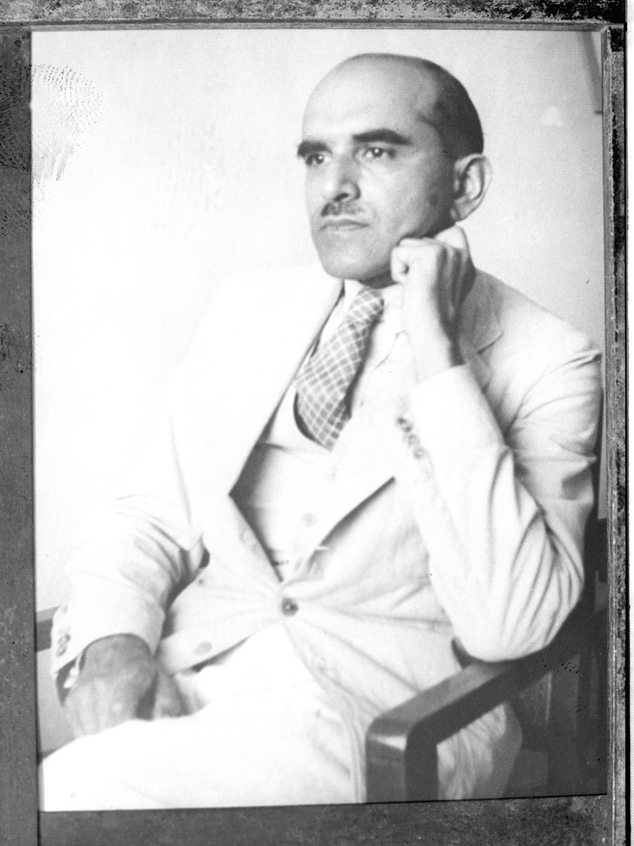
Asaf Ali Asghar Fyzee

Asaf Ali Asghar Fyzee (* 10. April 1899 in Matheran; † 23. Oktober 1981 in Bombay, Maharashtra) war ein indischer ismailitischer Diplomat und Jurist. Er war ein Angehöriger der Sulaimani Bohras.
Zusammen mit dem russischen Ismailismus-Forscher Wladimir Alexejewitsch Iwanow (1886–1970) war Fyzee Gründungsmitglied der Ismaili Society in Bombay unter der Patronage von Sultan Muhammed Shah Aga Khan III. 1949 wurde er zum indischen Botschafter in Ägypten ernannt.
Er hat das Da'a'im al-Islam (Die Säulen des Islam, The Pillars of Islam) des fatimidischen Juristen und Autors al-Qādī an-Nuʿmān ediert und kommentiert (Kairo, 1951), das heute für die Ismailiten verbindliche Rechtskompendium (siehe Hauptartikel Ismailitische Rechtsschule). Seine Handschriftensammlung hat Fyzee 1957 der Universität Bombay vermacht.

## Werke (Auswahl)
- Outlines of Muhammadan Law
- A Modern Approach to Islam
- A Shi’ite Creed (Digitalisat)
- Islamic Studies in India (Digitalisat)